# Eq. Tower
Eq. Tower es un rascacielos residencial en Melbourne, Victoria, Australia. Es el 20° edificio más alto de la ciudad.

## Descripción
El rascacielos es desarrollado por ICD Property Group en conjunto con Sino-Ocean Land y diseñado por el arquitecto Elenberg Fraser. Lanzado en 2013, el proyecto recibió la aprobación del entonces Ministro de Planificación Matthew Guy en febrero de 2014. Diseñado para albergar 633 viviendas de apartamentos, el rascacielos residencial alcanza una altura de 202,7 metros y comprende 63 pisos.
Construcción del Eq. comenzó en febrero de 2015, antes de completarse en octubre de 2016. El proyecto estaba programado para completarse en junio de 2017, pero se había completado un mes antes de mayo de ese año. Por lo tanto, es uno de los edificios más altos de Melbourne.